# Geküsst wird vor Gericht
Geküsst wird vor Gericht (Arbeitstitel: Windscheid gegen Windscheid) ist eine deutsche Filmkomödie und ein Liebesfilm des Regisseurs Zoltan Spirandelli aus dem Jahr 2006. In der Hauptrolle verkörpert Fritz Karl den verwitweten Scheidungsanwalt Herbert Windscheid, der außerdem ein alleinerziehender Vater von vier Kindern ist.

## Handlung
Herbert Windscheid ist in Berlin ein erfolgreicher und sehr engagierter Rechtsanwalt, der sich auf Familienrecht spezialisiert hat. Nach dem Tod seiner Ehefrau beschließt er endlich, wieder eine Ehe einzugehen. Als er seinen Kindern mitteilt, dass er beabsichtigt die attraktive Felicitas Minkowski zu heiraten, ernten er und seiner auserwählte nur schockierte Blicke der Kinder. Diese hecken einen Plan aus, um eine Ehe ihres Vaters zu verhindern. Die Kinder kommen auf die Idee, eine Heirat ihres Vaters gesetzlich verbieten zu lassen, denn als Kinder eines erfolgreichen Anwalts haben sie in der Vergangenheit des Öfteren mitbekommen, dass viele Dinge auf dem Klageweg vor Gericht zu erreichen sind. Gemeinsam blättern sie in der Bibliothek ihres Vaters in ellenlangen Gesetzestexten herum und erlangen zu der Erkenntnis, dass sie dazu die Hilfe eines Anwalts benötigen.
In der Folge erbitten sie die Unterstützung der Anwältin Sabrina Brenner, doch die ist ausgerechnet die schärfste Konkurrentin des Vaters der Kinder. Die Kinder bringen die Anwältin durch geschickte Fragestellungen und die Aussicht auf den Gewinn eines Prozesses gegen ihren Vater dazu, ihnen bei der Suche nach einem Grund, die Heirat des Vaters der Kinder zu verhindern. Hierzu wird der Versuch unternommen, die Auserwählte als nicht geschäftsfähig darzustellen und somit eine Heirat zu verhindern, denn die Anwältin beginnt, die Kinder in ihr Herz zu schließen.
Im Laufe der Vorbereitungen zu einem möglicherweise stattfindenden Prozess kommen sich sogar die Anwältin Sabrina und Herbert näher. Herbert erfährt von Sabrina, dass sie in ihrem Leben keine „Schulter zum Anlehnen“ hat, und bietet ihr im Gerichtsgebäude seine Schulter an. Sabrina nimmt das Angebot wahr und lehnt sich, zunächst widerwillig und überrascht, an Herberts Schulter an.
Im folgenden Gerichtsprozess legt die Anwältin ihr Mandat nieder und übergibt dieses an Herbert, der, nach seiner Zustimmung, nicht nur seine eigenen Interessen vor Gericht vertritt, sondern auch die seiner Kinder. Somit ist er gezwungen, in der gerichtlichen Befragung wechselweise seine eigene, bevorstehende Hochzeit mit Felicitas zu verteidigen, als auch die Interessensseite seiner Kinder, die beabsichtigen, genau dies zu verhindern. Als sich Felicitas in einer direkten Ansprache in Widersprüchlichkeiten verwickelt, wird der Prozess zugunsten seiner Kinder beendet.
Felicitas verlässt wutentbrannt den Gerichtssaal, nachdem durch Indizien augenfällig allen Betroffenen klar zu sein scheint, dass sie aus der beabsichtigten Ehe mit Herbert lediglich materielle Vorteile ziehen wollte. 
Noch im Gerichtssaal bekundet Herbert seine Liebe zu der Anwältin Sabrina, woraufhin die Amtsrichterin fragt, ob die beiden die Ehe eingehen wollen. Unter jubelnder Zustimmung der Kinder und dem Publikum küssen sich die beiden und die Richterin erklärt durch den Hammerschlag kraft ihres Amtes und im Namen des Volkes die Ehe von Herbert und Sabrina für rechtsgültig geschlossen.

## Produktion
Wolfgang Esser und Peter Lohner produzierten den Film für Telefilm Saar GmbH (Saarbrücken). Gedreht wurde in Berlin.

## Kritik
Der Journalist und Autor Tilmann P. Gangloff urteilt auf den Seiten des Filmkritikers Rainer Tittelbach: „Fritz Karl spielt den Gentleman im Stile Cary Grants, Susanna Simon ist ein ausgezeichnetes berechnendes Biest, und Ann-Kathrin Kramer ist ohnehin in ihrem Element“. Sein Fazit lautet: „Große Klasse auch die Kinder!“.
TV Spielfilm bewertet mit einem nach oben gestreckten Daumen und konstatiert: „Warmherzige Komödie, an der einzig das sterile Wohlstandsmilieu der Altbauvillen und Luxus-Penthouses etwas stört“. Das Fazit der Programmzeitschrift lautet: „Harmlos-charmante Unterhaltung“.

## Erstausstrahlung und abweichende Filmtitel im Ausland
Geküsst wird vor Gericht wurde am 24. Oktober 2006 erstmals auf Sat.1 ausgestrahlt. In Frankreich erschien die Produktion unter dem Titel Les enfants contre-attaquent, der italienische Filmtitel lautet Un avvocato per papà. Der internationale Filmtitel wurde in englischer Sprache gewählt und lautet Suing Dad.